# Serge Bromberger
Pour les articles homonymes, voir Bromberger.
Serge Bromberger, né à Châtillon le 29 août 1912 et mort le 13 juin 1986, est un écrivain et journaliste français, grand reporter au Figaro, prix Albert-Londres en 1949, correspondant de guerre, spécialiste de la politique de la IVe République avec son frère Merry Bromberger (1906-1978).

## Biographie
Il passe son enfance et son adolescence à Aix-en-Provence. En mourant son père lui fait jurer de ne pas être journaliste. En 1934, il abandonne pour la deuxième fois un poste dans une société hôtelière pour raison de faillite. Fils, neveu, frère et futur oncle de journalistes, il renonce alors à échapper à son destin et monte à Paris. Il commence sa carrière comme pigiste dans L'Intransigeant où travaille alors son frère Merry. Il est recruté au Matin et apprend son métier en couvrant les faits divers. Parmi ses confrères figure Jacques Audiberti du Petit Parisien. Pendant l'occupation il participe jusqu'en 1943 au Journal exilé à Lyon. En 1944, il rejoint la Brigade indépendante Alsace-Lorraine commandée par André Malraux. Il est démobilisé en mai 1945 et rejoint une petite agence d'information, la Presse française associée. Deux mois plus tard George Ravon, alors chef des informations au Figaro lui propose un poste d'adjoint. Convaincu par son frère Merry de ne jamais entrer dans la hiérarchie d'un journal, Serge Bromberger accepte un poste de reporter. Dès le début de sa collaboration avec Le Figaro, il se lie d'amitié avec le directeur Pierre Brisson et travaille directement sous sa coupe.
En 1950, il épouse Noëlle Gerber qui lui donne l'année suivante son unique enfant, Sabine Bromberger (épouse Laurenceau). Il a quatre petits-enfants : Aude Ronsin-Laurenceau, Geneviève Laurenceau, Justine Menoux-Laurenceau et Marc Laurenceau.
Il est aussi le frère d'Hervé Bromberger, l'oncle de Dominique Bromberger et l'époux en dernière noce de Janine Plantié, journaliste de L'Écho d'Alger connue sous le pseudonyme de Marie Elbe. Il est décédé le 13 juin 1986 à Paris.

## Correspondant de guerre en Corée et en Indochine
En 1949, il est en concurrence avec Lucien Bodard grand reporter de France Soir pour l'obtention du prix Albert-Londres. Il faut quatre tour de scrutins pour donner la victoire à Serge Bromberger. En compensation Lucien Bodard entre dans le jury du prix.
En 1950, deux jours après son mariage, Serge Bromberger est rappelé en urgence pour couvrir la guerre de Corée qui débute. Débarqué à Inchon, il est avec Homer Bigart du New York Herald Tribune et Prémonville de l'AFP le premier correspondant de guerre à entrer dans Séoul dans la foulée des soldats du  5e régiment de Marines. Un mois plus tard, il chemine avec la division coréenne "Capitale" à une vingtaine de kilomètres du fleuve Yalu lorsqu'il reçoit une convocation lui enjoignant de se rendre à Pusan pour assister à l'arrivée du Bataillon français de l'ONU. Ce hasard lui évite d'être fait prisonnier par l'intervention surprise de l'armée chinoise le 31 octobre 1950. Après un séjour de près de 9 mois, il rentre en métropole juste à temps pour voir naître sa fille. 
Il fait plusieurs séjours en Indochine. Il est à Na san en novembre 1952 lorsque le premier obus Việt Minh tombe sur le terrain d'aviation du camp 
retranché. Au camp de la Presse à Hanoï, un jeune soldat lui raconte que la lecture de son article sur les photographes de l'armée l'a poussé à s'engager pour entamer une carrière dans l'audiovisuel : c'est Pierre Schoendoerffer. En 1954, un problème pulmonaire met Serge Bromberger au repos pour six mois et l'empêche d'assister à la Bataille de Diên Biên Phu.

## Guerre d'Algérie
Le 19 août 1955 au soir, il est à Rabat au moment où se déclenchent des émeutes à Khénifra. Il hésite à se rendre sur place, le Figaro, journal du matin, ne paraissant pas le dimanche. Ses confrères Roger Ladevèze et André Leveuf de France-Soir journal du soir paraissant le samedi prennent dans la matinée du samedi 20 août la route de Khénifra et meurent lapidés par les zayanes près d'Oued-Zem.
En octobre 1956, il couvre les opérations du canal de Suez en même temps que son frère Merry grand reporter à Paris-Presse. Ils en tirent un ouvrage en février 1957 dans lequel ils sont les premiers à expliquer dans le détail comme les opérations ont été préparées conjointement entre Paris, Londres et Tel-Aviv, contrairement aux dénégations des gouvernements. Il renouvellera la collaboration avec son frère dans quatre autres essais d'histoire immédiate. 
Dans un éditorial du 26 mars 1957, il dénonce les agissements d'employés des centres sociaux de Germaine Tillion qui aident les poseurs de bombe : « Par amitié, imprudence ou passion, les chrétiens progressistes viennent en aide et cachent des terroristes ».
En avril 1958, alerté par la soudaine activité des gaullistes à Alger, il demande à son directeur, Pierre Brisson, l'autorisation d'aller interroger le général de Gaulle à Colombey-les-Deux-Églises. Il essuie un refus net de Brisson et de son rédacteur en chef politique Louis Gabriel-Robinet pour lesquels le Figaro ne doit prêter de tribune ni à l'extrême-gauche ni à l'extrême-droite. Cela illustre l'absence de perception de l'état réel de l'opinion publique chez les parlementaires de la quatrième république et ceux qui gravitent autour comme les journalistes politiques. De retour à Alger, le 12 mai 1958, Serge Bromberger annonce à son journal comme probable la prise le lendemain par la foule du gouvernement général, ce qui le fera soupçonner d'être partie prenante au complot. Le 13 mai 1958 il assiste au putsch d'Alger et a la surprise de découvrir le soir sur le pare-brise de sa voiture mal garée une contravention, seul signe d'autorité à sa connaissance en cette journée révolutionnaire. Dans le livre Les 13 complots du 13 mai ou la délivrance de Gulliver, les frères Bromberger défendent l'idée que le putsch d'Alger n'est pas le produit d'un complot, mais de plusieurs complots mal coordonnés les uns avec les autres et ne rassemblant qu'un très petit nombre de conspirateurs actifs. 
Le 7 février 1962, son appartement parisien est la cible de l'OAS qui, ce même jour, avait organisé plusieurs attentats contre des personnalités diverses telles qu'André Malraux, Vladimir Pozner ou encore le général Marc Hériard-Dubreuil. 
En juin 1962 sa situation à Alger est délicate, condamné à la fois par la Wilaya IV et l'OAS pour ses écrits sans complaisance avec le terrorisme. Le 4 juillet 1962, jour de l'indépendance le commandant Boualem Moussaoui, qui deviendra plus tard ambassadeur d'Algérie à Paris, lui offre pourtant un accès aux archives de l'ALN pour terminer l'écriture de l'histoire de la guerre d'Algérie. Serge Bromberger refuse.

## Le spécialiste des questions d'Extrême-Orient et d'Afrique
Considéré comme un spécialiste des questions d'Extrême-Orient et d'Afrique, il est envoyé suivre les débats aux Nations-Unies chaque fois que ces régions du monde sont à l'ordre du jour. Il assiste aux discours les plus hauts en couleur de l'histoire de l'assemblée avec Fidel Castro, le pandit Nehru ou Nikita Khrouchtchev et sa fameuse chaussure.
À la mort de Pierre Brisson, fin 1964, Jean Prouvost intervient dans la direction au Figaro, ce qui provoque un tumulte parmi les chefs de service. La rédaction devient pléthorique, chaque chef de service gonflant ses effectifs pour prendre du poids. 
En mai 1968 Serge Bromberger dirige un service d'une douzaine de grand reporters triés sur le volet, un mandarinat qu'il juge nécessaire de maintenir pour le métier de grand reporter. Il s'oppose aussi à ceux qui veulent copier Le Monde jusque dans son orientation politique pour conquérir une clientèle de jeunes plus nombreuse.
Il faut encore deux ans pour mettre en place un conseil de surveillance au Figaro. 
En mai 1974, c'est lui qui dénonce en premier dans la presse française les crimes du régime khmer rouge.
À partir de 1974, l'empire Prouvost est en grande difficulté. De vieilles rancœurs entraînent la suppression du service du grand reportage. À l'arrivée de Robert Hersant en 1975, Serge Bromberger n'attend pas de connaître à quelle date il sera mis d'office à la retraite pour quitter le Figaro.

## Œuvres
- Les maquisards, Marguerat-Lausanne, 1943
- Comment fut libérée l'Alsace, Braun & Cie, 1945 (avec Renée Zuber et Merry Bromberger)
- Retour de Corée, René Juillard, 1951 (avec Philippe Daudy, Henri de Turenne et Jean-Marie de Prémonville)
- Les secrets de l'expédition d'Égypte, des quatre fils Aymon, 1957 (avec Merry Bromberger)
- Les rebelles algériens, Plon, 1958
- Les 13 Complots du 13 mai, Fayard, 1959 (avec Merry Bromberger)
- Barricades et colonels, Fayard, 1960 (avec Merry Bromberger, Georgette Elgey et Jean-François Chauvel)
- En 1990, Fayard, 1964
- Le Destin secret de Georges Pompidou, Fayard, 1965 (avec Merry Bromberger)
- Les Coulisses de l'Europe, Presses de la Cité, 1968 (avec Merry Bromberger)
- Quarante ans de reportages, Plon, 1986

## Décorations
- Officier de la Légion d'honneur ;
- Croix de guerre 1939–1945.